# بیتل‌جوس بیتل‌جوس
بیتل‌جوس بیتل‌جوس (انگلیسی: Beetlejuice Beetlejuice) یک فیلم خیال‌پردازی تاریک کمدی ترسناک آمریکایی محصول ۲۰۲۴ به کارگردانی تیم برتون از فیلم‌نامه‌ای نوشتهٔ آلفرد گاف و مایلز میلار است. این فیلم دنباله‌ای بر بیتل‌جوس (۱۹۸۸) است و مایکل کیتون، وینونا رایدر و کاترین اوهارا نقش خود را در کنار گروه بازیگران جدید جاستین ثرو، آرتور کونتی، مونیکا بلوچی، جنا اورتگا و ویلم دفو تکرار می‌کنند. داستان این فیلم بیش از سه دهه پس از فیلم اول جریان دارد، و لیدیا دیتز که اکنون مادر است، تلاش می‌کند خانواده‌اش را در پی فقدانی کنار هم نگه دارد.
پس از موفقیت بیتل‌جوس، برنامه‌هایی برای ساخت دنباله توسط سازندگان اصلی آن اعلام شد. برادران وارنر پیکچرز تا سال ۲۰۱۱ ست گراهام-اسمیت را برای نوشتن داستان استخدام کرد اما تا اواخر سال ۲۰۱۹ با وجود بازبینی‌های متعدد عملی نشد. برنامه‌های ساخت دنباله در اوایل سال ۲۰۲۲ احیا شد و برتون قرار بود به‌عنوان تهیه‌کننده مشترک با استودیوی برد پیت یعنی پلن بی انترتینمنت آن را تولید کند. پس از پایان مراحل انتخاب بازیگران در اوایل سال ۲۰۲۳، علیرغم تعلیق چهارماهه به دلیل اعتصاب سال ۲۰۲۴ بازیگران، تصویربرداری اصلی با نظارت هریس زامبارلوکس از می تا نوامبر در بخش‌هایی از انگلستان و ایالات متحده انجام شد. عنوان رسمی فیلم در فوریه ۲۰۲۴ اعلام شد. در طول مراحل پساتولید، تدوین توسط جی پریچیدنی انجام شد و موسیقی توسط دنی الفمن، همکار دیرینهٔ برتون، ساخته شد.
بیتل‌جوس بیتل‌جوس فیلم افتتاحیهٔ هشتاد و یکمین جشنواره بین‌المللی فیلم ونیز در ۲۸ اوت ۲۰۲۴ بود، و در ۴ سپتامبر ۲۰۲۴ در خارج از کشور و دو روز بعد به‌وسیلهٔ برادران وارنر پیکچرز در ایالات متحده اکران شد. این فیلم به‌طور کلی نقدهای مثبتی از سوی منتقدان دریافت کرد و ۴۵۲ میلیون دلار در سراسر جهان فروش داشت درحالی که بودجهٔ ساخت آن ۱۰۰ میلیون دلار بود.

## داستان
در سال ۲۰۲۴، لیدیا دیتز مجری یک برنامه گفت‌وگو محور فراهنجار به نام «خانهٔ ارواح» است و پس از مرگ همسرش ریچارد در جنگل آمازون، رابطه‌اش با دخترش آستراید تیره شده است. آستراید باور ندارد که مادرش توانایی دیدن ارواح را دارد. هنگام ضبط یکی از قسمت‌ها، لیدیا دچار توهم شده و بیتل‌جوس را، که سی‌وشش سال پیش قصد ازدواج با او را داشت، در میان تماشاگران می‌بیند.
ناخواهری لیدیا، دلیا، به او اطلاع می‌دهد که پدرش، چارلز، در یک حملهٔ کوسه کشته شده است. آن‌ها به‌همراه آستراید برای شرکت در مراسم تدفین چارلز به وینتر ریور در کنتیکت می‌روند. در مراسم یادبود، دوست‌پسر و تهیه‌کنندهٔ برنامهٔ لیدیا، روری، او را تحت فشار می‌گذارد تا در هالووین با او ازدواج کند، و لیدیا با تردید موافقت می‌کند. در همین زمان، آستراید با پسری محلی به نام جرمی فریزر آشنا می‌شود که او را به گذراندن تعطیلات با خودش دعوت می‌کند.
در سرای مردگان، بیتل‌جوس یک «مرکز تماس پس از مرگ» با کارمندان سرکوچک‌شده اداره می‌کند و همچنان وسواس ازدواج با لیدیا را دارد. ولف جکسون، بازیگر سابق که اکنون کارآگاه سرای مردگان است، به بیتل‌جوس اطلاع می‌دهد که همسر سابقش، غیبی‌دانی به نام دلورس لافِرو، بازگشته و در پی یافتن او، به قتل‌عام ارواح پرداخته است. آن دو در دوران طاعون سیاه در ایتالیا با هم آشنا شدند؛ دلورس با بیتل‌جوس ازدواج کرد و برای اجرای یک آیین جاودانگی، او را مسموم کرد. بیتل‌جوس پیش از مردن، دلورس را کشت.
آستراید درمی‌یابد که توانایی‌های روانی مادرش را به ارث برده و کشف می‌کند که جرمی در واقع یک روح است. جرمی او را متقاعد می‌کند که برای دیدار با پدرش به سرای مردگان برود، اما در واقع او را فریب می‌دهد تا روح‌شان را عوض کند و خود دوباره زنده شود. لیدیا با کمک مشاور املاک محلی، جین باترفیلد، درمی‌یابد که جرمی ۲۳ سال پیش پدر و مادرش را کشته و هنگام فرار از پلیس مرده است. او با اکراه بیتل‌جوس را احضار می‌کند. بیتل‌جوس توضیح می‌دهد که جرمی آستراید را فریب داده تا زندگی‌اش را با او عوض کند. لیدیا برای نجات آستراید، قرارداد ازدواجی را با بیتل‌جوس امضا می‌کند و در ازای آن، بیتل‌جوس راهی به سرای مردگان می‌گشاید. او کارمند ارشدش، باب، را در هیئت خودش جا می‌زند تا گمراهی ایجاد کند. ولف درمی‌یابد که بیتل‌جوس یک انسان زنده را وارد سرای مردگان کرده و عملیات تعقیب او را آغاز می‌کند. بابِ مبدل را دستگیر می‌کند. دلورس در ایستگاه پلیس با باب روبه‌رو شده و روحش را می‌مکد.
در حالی که بیتل‌جوس و لیدیا در جست‌وجوی آستراید هستند، جرمی او را در بوروکراسی سرای مردگان همراهی می‌کند، سپس نیت واقعی‌اش را فاش می‌کند: آستراید را به «قطار ارواح» می‌فرستد تا به‌طور دائمی به «سوی آن‌سوی بزرگ» منتقل شود. لیدیا درست پیش از حرکت قطار، آستراید را نجات می‌دهد. آن‌ها از یک درگاه به تیتان، قمر زحل، می‌گریزند؛ جایی که ریچارد، که کارمند دولت شده، آن‌ها را از دست یک شن‌کرم نجات می‌دهد.
در مراسم سوگواری چارلز، دلیا را دو مار افعی که گفته شده بود بی‌خطرند، می‌گزند. او وارد سرای مردگان می‌شود و بیتل‌جوس را احضار می‌کند تا در یافتن چارلز کمکش کند. بیتل‌جوس در ازای یافتن لیدیا موافقت می‌کند. در همین حال، ریچارد به لیدیا و آستراید نشان می‌دهد چگونه به دنیای زندگان بازگردند. بیتل‌جوس نیز ویزای جرمی را باطل کرده و او را به «آتشیان نفرین» می‌فرستد.
آستراید در بازگشت، از لیدیا به‌خاطر باور نکردن توانایی‌هایش پوزش می‌طلبد. آن دو برای مراسم ازدواج لیدیا و روری به کلیسا می‌روند، اما بیتل‌جوس به‌همراه دلیا، مراسم را برهم می‌زند. او با تزریق سرم حقیقت به روری، وادارش می‌کند اعتراف کند که هیچ‌گاه به توانایی‌های لیدیا باور نداشته و صرفاً برای پول با او بوده است. هنگام آغاز مراسم ازدواج با لیدیا، ولف و مأمورانش می‌رسند، اما بیتل‌جوس آن‌ها را منجمد می‌کند. سپس دلورس وارد می‌شود تا انتقام بگیرد، اما آستراید یک شن‌کرم احضار می‌کند که بیتل‌جوس او را فریب داده تا دلورس و روری را ببلعد. آستراید در ادامه افشا می‌کند که قرارداد ازدواج باطل است، چون بیتل‌جوس به‌طور غیرقانونی لیدیا را وارد سرای مردگان کرده؛ در نتیجه، لیدیا او را دوباره به سرای مردگان می‌فرستد.
ولف، که اکنون از انجماد بیرون آمده، دلیا را پس از خداحافظی با لیدیا و آستراید به سرای مردگان بازمی‌گرداند. دلیا به چارلز می‌پیوندد، درست زمانی که سوار قطار ارواح به‌سوی آن‌سوی بزرگ می‌شود، و آن دو با هم می‌روند. لیدیا برنامهٔ «خانهٔ ارواح» را پایان می‌دهد تا وقت بیشتری را با آستراید بگذراند، هرچند هنوز هم کابوس‌هایی دربارهٔ بیتل‌جوس می‌بیند.

## بازیگران
- مایکل کیتون
- وینونا رایدر
- کاترین اوهارا
- جاستین ثرو
- آرتور کونتی
- مونیکا بلوچی
- جنا اورتگا
- ویلم دفو

## تولید
فیلمبرداری در ابتدا قرار بود در اواسط سال ۲۰۲۲ آغاز شود. بعداً، به تاریخ ۱۰ مهٔ ۲۰۲۳ در لندن موکول شد.

## انتشار
بیتل‌جوس بیتل‌جوس هشتاد و یکمین جشنواره بین‌المللی فیلم ونیز را در ۲۸ اوت ۲۰۲۴ در بخش غیررقابتی افتتاح کرد. این فیلم توسط برادران وارنر پیکچرز در ۶ سپتامبر ۲۰۲۴ به نمایش درآمد.هزینهٔ بازاریابی برای تبلیغ این فیلم ۱۰۰ میلیون دلار برآورد شد.

## بازخورد

### گیشه
بیتل‌جوس بیتل‌جوس ۲۹۴٫۱ میلیون دلار در ایالات متحده و کانادا، و ۱۵۷٬۹ میلیون دلار در سایر مناطق، یعنی مجموعاً ۴۵۲ میلیون دلار در سراسر جهان به دست آورده است.
در ایالات متحده و کانادا، بیتل‌جوس بیتل‌جوس در کنار اتاق نشیمن اکران شد و پیش‌بینی می‌شد در آخر هفته افتتاحیه خود از ۴٫۲۰۰ سینما ۱۰۰ تا ۱۱۰ میلیون دلار بفروشد. این فیلم در روز نخست اکران ۴۲ میلیون دلار، شامل ۱۳ میلیون دلار از پیش نمایش‌های پنجشنبه شب، به دست آورد. این فیلم با فروش ۱۱۰ میلیون دلار به رتبهٔ نخست جدول رسید و رکورد دومین افتتاحیه بزرگ ماه سپتامبر (پس از آن)، دومین افتتاحیه بزرگ حرفه‌ای برتون (پس از آلیس در سرزمین عجایب) و سومین افتتاحیه بزرگ‌سال (پس از ددپول و ولورین و درون و بیرون ۲) را به نام خود ثبت کرد. حدود ۷٫۷ میلیون بلیط ورودی، یعنی ۷۳ درصد از کل درآمد گیشه آخر هفته، تنها از این فیلم حاصل شده است. فروش ناخالص آخر هفتهٔ افتتاحیه (بدون اینکه تعدیل تورم شود) از کل فروش ۷۴ میلیون دلاری قسمت نخست فیلم فراتر رفت.

### واکنش انتقادی
در وبگاه جمع‌آوری نقد راتن تومیتوز، ٪۷۵ از ۳۷۱ بررسی منتقدان مثبت است، و میانگینِ امتیاز آن ۶٫۵/۱۰ است. این فیلم در متاکریتیک که از میانگین وزنی استفاده می‌کند، بر اساس نظر ۶۱ منتقدین امتیاز ۶۲ از ۱۰۰ را کسب کرده که نشان‌گر «نقدهای عموماً مطلوب» است. تماشاگران شرکت‌کننده در نظرسنجی سینماسکور به فیلم میانگین نمره «B+» از A+ تا F دادند که نسبت به «B» فیلم نخست بیشتر بود. آن‌هایی که در نظرسنجی پست‌ترک شرکت کردند، امتیاز کلی ۸۱ درصد مثبت به فیلم دادند و ۶۸ درصد گفتند که قطعاً آن را توصیه می‌کنند.